# Цеглед
Цеглед (на унгарски: Cegléd) е град в Унгария. Населението му е 35 523 жители (по приблизителна оценка за януари 2018 г.), а площта 244,87 кв. км. Намира се в часова зона UTC+1.
Пощенският му код е 2700, а телефонния 53.